# Ken Swofford
Kenneth Charles Swofford, né le 25 juillet 1933, mort le 1er novembre 2018, est un acteur américain de cinéma et de télévision qui a souvent interprété des personnages de méchant ou de policier. 
Entre 1962 et 1995, Swofford a notamment joué dans les films Thelma & Louise, Skyjacked, Black Roses et The Andromeda Strain, tout en menant en parallèle une carrière prolifique à la télévision. Il est notamment apparu dans des séries télévisées telles que Fame, Switch, The Oregon Trail, Rich Man, Poor Man Book II, Arabesque, et en tant que membre de la distribution de la série à mystères Ellery Queen. 

## Vie et carrière
Né de Howard et Goldie Swofford le 25 juillet 1933, Ken Swofford a obtenu un baccalauréat universitaire en sciences de l'université du Sud de l'Illinois à Carbondale en 1959. 
Dans une interview en 1976, l'acteur reconnaissable à sa chevelure rousse a décrit les avantages d'une carrière d'acteur : pouvoir passer plus de temps avec ses enfants et avoir la liberté de faire n'importe quel travail. « Si vous êtes acteur, vous pouvez faire n'importe quoi. J'ai nettoyé des tapis, peint des maisons, travaillé sur des quais de chargement. Cela ne me dérangeait pas, car je pouvais toujours agir et me divertir. »
Il a rencontré et épousé Barbee Biggs dans l'été en 1958 ; le couple a eu plusieurs enfants. En 1985, dans une interview au Los Angeles Times intitulée Un jeune autiste se développe dans une famille nombreuse et affectueuse, les Swofford discutent de l’éducation de leur fils autiste Brendan chez eux. 
En 1989, Swofford fut reconnu coupable de conduite en état d'ébriété et condamné à 28 mois de prison. Après sa sortie de prison, il put reprendre sa carrière et travailler jusqu'à sa retraite en 1995. En 2001, il a doublé l'entraîneur dans La Cour de récré : Vive les vacances ! et a joué l'Officier White dans Teacher's Pet (2004), son dernier rôle avant sa retraite définitive. Néanmoins, en 2018, il a encore doublé le personnage principal de Happy the Angry Polar Bear, un film écrit et réalisé par son petit-fils, Brandon. 

## Mort
Swofford est mort le 1er novembre 2018. Sa mort fut annoncée par son petit-fils Brandon sur Twitter. 

## Filmographie
- 1963 : Captain Newman, M.D. — Patient (uncredited)
- 1964 : Father Goose — Helmsman, Submarine USS Sailfin (uncredited)
- 1967 : First to Fight — O'Brien
- 1967 : Gunfight in Abilene — Rebel Soldier (uncredited)
- 1967 : How Much Loving Does a Normal Couple Need? — Barney Rickert / ex-detective
- 1970 : The Lawyer — Charlie O'Keefe
- 1970 : The Andromeda Strain — Toby (technician)
- 1971 : Bless the Beasts and Children — Wheaties
- 1972 : Skyjacked — John Bimonte
- 1973 : One Little Indian — Pvt. Dixon
- 1975 : A Cry for Help (en) (téléfilm) — Paul Church
- 1975 : The Black Bird — Brad McCormack
- 1977 : The Domino Principle — Ditcher
- 1981 : S.O.B. — Harold Harrigan
- 1982 : Annie — Weasel
- 1985 : Bridge Across Time (téléfim) — Ed Nebel
- 1986 : Hunter's Blood — Al Coleman
- 1987 : The Stepford Children (téléfilm) — Frank Gregson
- 1988 : Black Roses — Mayor Farnsworth
- 1991 : Thelma et Louise — Major
- 1991 : The Taking of Beverly Hills — Coach
- 1995 : Cops n Roberts
- 2001 : La Cour de récré : Vive les vacances ! — Coach (voice)
- 2004 : Scott, le film — Officer White (voice)

### Quelques apparitions à la télévision
- 1962 : Surfside 6 — Garth
- 1966 : La Grande Vallée — Wes
- 1967 : Cimarron Strip — Christie
- 1968 : Les Espions — Clay
- 1968 : Daniel Boone — Mick O'Toole
- 1968 : Auto-patrouille — Floyd Delman
- 1968-1969 : The Virginian — Seth Pettit / Wrengell
- 1969 : Cent filles à marier — Janitor / Gil
- 1969 : The F.B.I. — Honky-tonk bookkeeper
- 1970 : The Odd Couple — Cop
- 1970-1971 : Mission: Impossible (1970–1971)— Deputy Mayor Charles Peck / Florian Vaclav
- 1973 : The Streets of San Francisco — Herman Ledeker, Bus Driver
- 1972-1973 : The Rookies (1972–1973)— Mr. Felker
- 1973 : Candidat au crime — Harry Stone
- 1974 : The Waltons — Red Turner
- 1970-1974 : The Partridge Family (1970–1974)— Coach / Monty
- 1974 : Kung Fu — Dr. Tracer / Max Frazer
- 1974 : Paper Moon — Angus
- 1967-1975 : Gunsmoke — Dunbar / Jake Fielder / Harkey / Dirk / Speer / Harry / Bronk / Loomis / Guffy / Sugar John / Bo Warrick
- 1975-1976 : Petrocelli — Lt. John Clifford / Lieutenant John Clifford / Phillip Armor
- 1975-1976 : Ellery Queen — Frank Flannigan
- 1974-1977 : Police Story — Lieutenant / Lieutenant Pete Telenda / Officer Turner / Alfonso Taluga / Morgan
- 1977-1978 : The Six Million Dollar Man — Dan Kelly / Roy Palmer
- 1978 : The Eddie Capra Mysteries — J.J. Devlin
- 1979 : Battlestar Galactica — General Maxwell
- 1979 : How the West Was Won — Grimes
- 1975-1979 : '200 dollars plus les frais — Col. John 'Howling Mad' Smith / Carl Wronko / DEA Agent Al Jollett / FBI Agent Patrick / P.I. Floyd Ross
- 1981 : Walking Tall — Ed Morgan
- 1981 : The Incredible Hulk — Johnny
- 1981 : L'Île fantastique — Fix
- 1982-1983 : Trapper John, M.D. — The Chief / Mr. Stone
- 1983 : Knots Landing — Sheriff Pickett
- 1983-1985 : Fame — Principal Quentin Morloch
- 1985 : Hardcastle and McCormick — Chuck Foster
- 1985 : The A-Team — Park Ranger Roy Sherman
- 1986 : Knight Rider — Nick O'Brien
- 1986 : Les Enquêtes de Remington Steele — Michael Harrigan
- 1986 : Scarecrow and Mrs. King — Mr. Davis
- 1987 : Falcon Crest — March Ridley
- 1987 : Max Headroom — Gorrister
- 1987 : Ohara — Crowley
- 1987 : Highway to Heaven — Jack Kelly
- 1982-1988 : Simon & Simon — Chester Sullivan— SIA Liaison / Chief of Security Warren Parton / Lloyd Getz
- 1988 : Our House — Baxter
- 1982-1988 : Dynasty — Lt. Holliman / Lieutenant
- 1988 : The Highwayman — The Mayor
- 1988 : Murphy's Law — Max Corkle
- 1989 : Mancuso, F.B.I.
- 1991 : The New Adam-12 — Mr. Crebs
- 1991 : Matlock — Ned Salem
- 1991-1992 : Baywatch — Lyle Connors
- 1985-1992 : Murder, She Wrote — Lt. Catalano / Sheriff Tugman / Sid Sharkey / Grover Barth / Leo Kowalski
- 1994 : Diagnosis: Murder — Rupert Leverton